# Argyrohyrax proavus
Argyrohyrax proavus è un mammifero notoungulato estinto, appartenente ai tipoteri. Visse nell'Oligocene superiore (circa 28 - 24 milioni di anni fa) e i suoi resti fossili sono stati ritrovati in Sudamerica.

## Descrizione
Questo animale doveva assomigliare vagamente a una marmotta, e comunque aveva l'aspetto di un roditore terricolo di medie dimensioni. Il cranio era lungo fino a 15 centimetri e si suppone che l'animale intero potesse sfiorare il metro di lunghezza, coda inclusa. Argyrohyrax differiva da altri animali simili quali Archaeophylus e Cochilius a causa di alcune differenze nella dentatura, in particolare nella sovrapposizione della base del primo premolare da parte del canino e del secondo premolare. La mascella, inoltre, era dotata di un processo discendente molto prominente, simile a quello di Cochilius. I primi due molari inferiori erano dotati di un trigonide quadrangolare e di un talonide subcircolare. Il primo premolare inferiore, inoltre, era simile a un canino. 
Rispetto ai successivi Interatherium e Protypotherium, Argyrohyrax possedeva un arco zigomatico modeatamente espanso, il radio dotato di una superficie articolare distale leggermente concava e l'ulna con l'articolazione per l'omero meno concava e più verticale. 

## Classificazione
Il genere Argyrohyrax è stato a lungo confuso con Plagiarthrus e, a tutt'oggi, i due generi sono considerati sinonimi (Vera et al., 2017). È noto per vari resti fossili rinvenuti nella formazione Sarmiento nelle provincie di Santa Cruz e di Chubut in Argentina, nella formazione Agua de la Piedra nella provincia di Mendoza e nella formazione Fray Bentos nella provincia di Corrientes. Argyrohyax proavus venne descritto per la prima volta da Florentino Ameghino nel 1897; successivamente lo stesso Ameghino descrisse altre specie (Argyrohyrax acuticostatus, A.concentricus, A.nesodontoides, A. proavunculus), attualmente considerate identiche alla specie tipo. 
Argyrohyrax è un membro della famiglia degli interateriidi, un gruppo di notoungulati di dimensioni medio-piccole, dall'aspetto simile a quello dei roditori. Le caratteristiche del cranio e della dentatura suggeriscono che Argyrohyrax fosse un membro basale del gruppo.